# Giōrgos Petreas
Giōrgos Petreas (in greco Γιώργος Πετρέας?; Calamata, 19 novembre 1986) è un pallavolista greco, centrale del Panathīnaïkos.

## Carriera

### Club
La carriera di Giōrgos Petreas inizia nella formazione del Messīnias, dove gioca per tre annate e muove i suoi primi passi nella pallavolo. Nella stagione 2005-06 firma il suo primo contratto professionistico in A1 Ethnikī, ingaggiato dall'Arīs Salonicco, mentre nella stagione seguente gioca nel PAOK. Nel campionato 2007-08 firma invece per l'Īraklīs Salonicco, col quale vince lo scudetto e la Supercoppa greca.
Ritorna per un biennio all'Arīs Salonicco nella stagione 2008-09, prima di firmare nel campionato 2010-11 col Panathīnaïkos e nel campionato seguente con l'Olympiakos. Nella stagione 2012-13 emigra in Francia, dove partecipa alla Ligue A col Narbonne per un biennio, prima di approdare al Gazélec Ajaccio nel campionato 2014-15, restandovi per tre annate e vincendo due edizione della Coppa di Francia e una Supercoppa francese.
Rientra in Grecia con l'Olympiakos nel campionato 2017-18, vincendo due scudetti e due Coppe di Lega in tre annate, dopo le quali è nuovamente nella massima divisione francese, questa volta accasandosi con lo Stade Poitevin nella stagione 2020-21 e aggiudicandosi una Coppa di Francia. Torna invece in forza al PAOK nella stagione seguente, aggiudicandosi la Coppa di Grecia, mentre nell'annata 2022-23 difende nuovamente i colori del Panathīnaïkos.

### Nazionale
Nell'estate del 2008 fa il suo esordio nella nazionale greca, con la quale in seguito conquista la medaglia di bronzo ai XVIII Giochi del Mediterraneo. Un anno dopo si aggiudica l'argento all'European Silver League.

## Palmarès

### Club
- Campionato greco: 3

2007-08, 2017-18, 2018-19
- Coppa di Francia: 3

2015-16, 2016-17, 2019-20
- Coppa di Grecia: 1

2021-22
- Coppa di Lega: 2

2017-18, 2018-19
- Supercoppa greca: 1

2007
- Supercoppa francese: 1

2016

### Nazionale (competizioni minori)
- Giochi del Mediterraneo 2018
- European Silver League 2019